# King's Tower
La Tour royale (en ukrainien : Королівська вежа)  est un gratte-ciel de 109 m de hauteur  construit à Donetsk en Ukraine. 
La construction de l'immeuble qui abrite des bureaux et 144 logements a duré de 2005 à 2009.
C'est le premier gratte-ciel qui a été construit Donetsk.
Le bâtiment a été conçu dans un style post-moderne par l'architecte J. Vig